# Abdulsalam Jumaa
Abdulsalaam Jumaa Al-Junaibi est un footballeur émirati né le 23 mai 1977. Il évolue au poste de défenseur.

## Palmarès
- Avec Al-Wahda :
  - Champion des Émirats en 1999, 2001 et 2005.
  - Vainqueur de la Coupe des Émirats en 2000.
  - Vainqueur de la Coupe de la UAEFA en 2001.

- Avec Al-Jazira :
  - Champion des Émirats en 2011.
  - Vainqueur de la Coupe des Émirats en 2011.